# Мильбенкезе

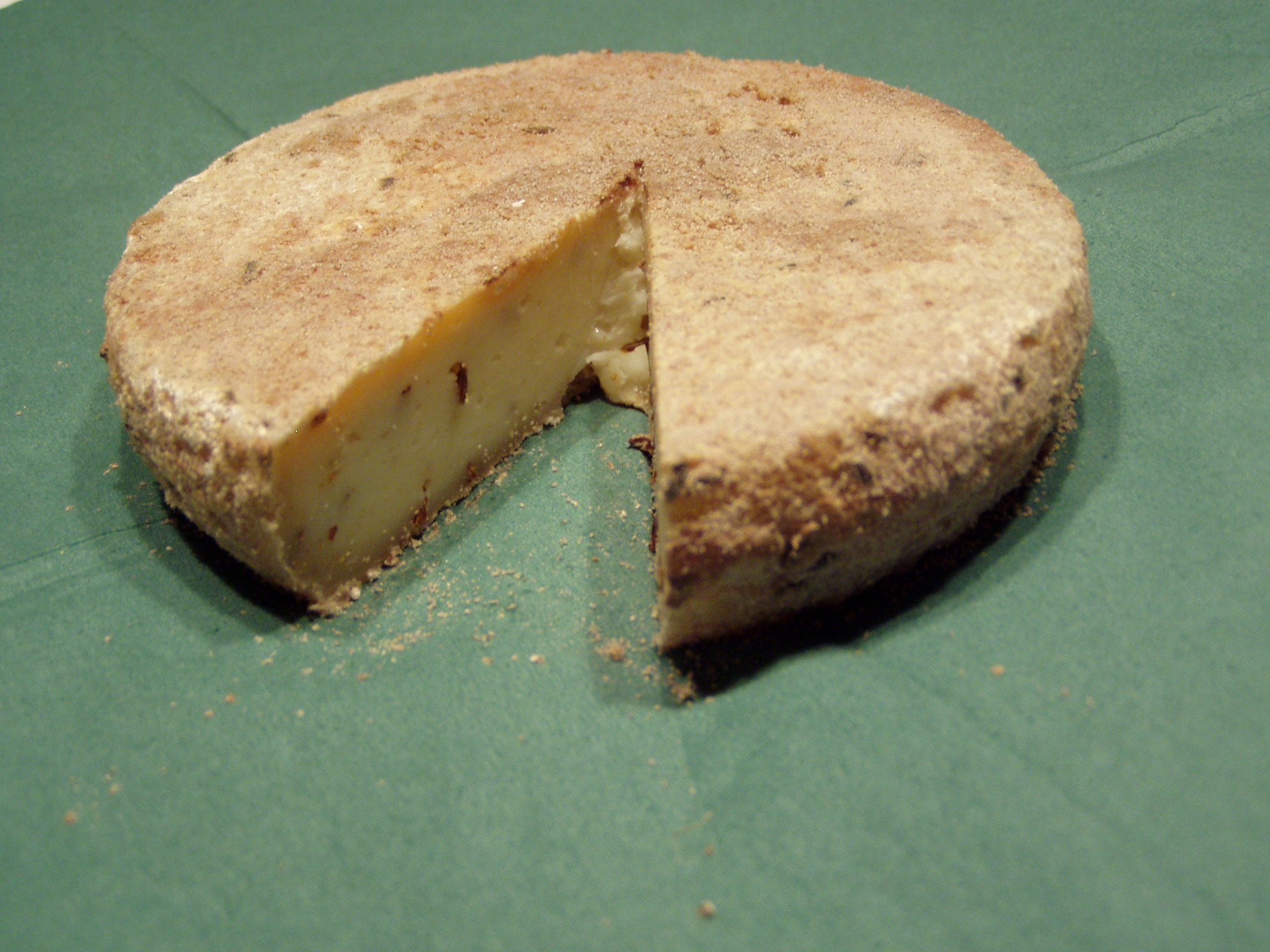
Мильбенкезе

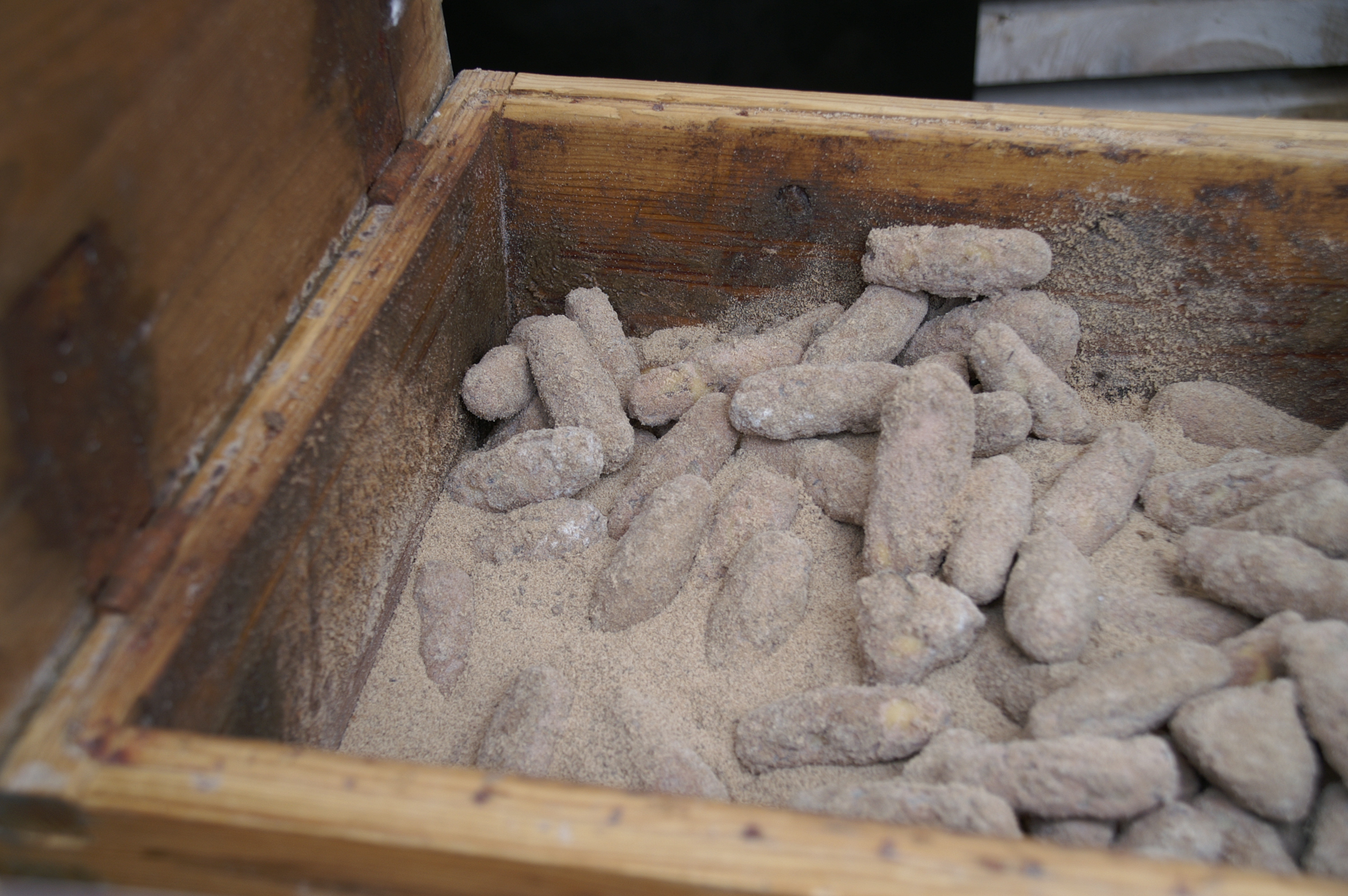
Ящик для созревания мильбенкезе со ржаной мукой

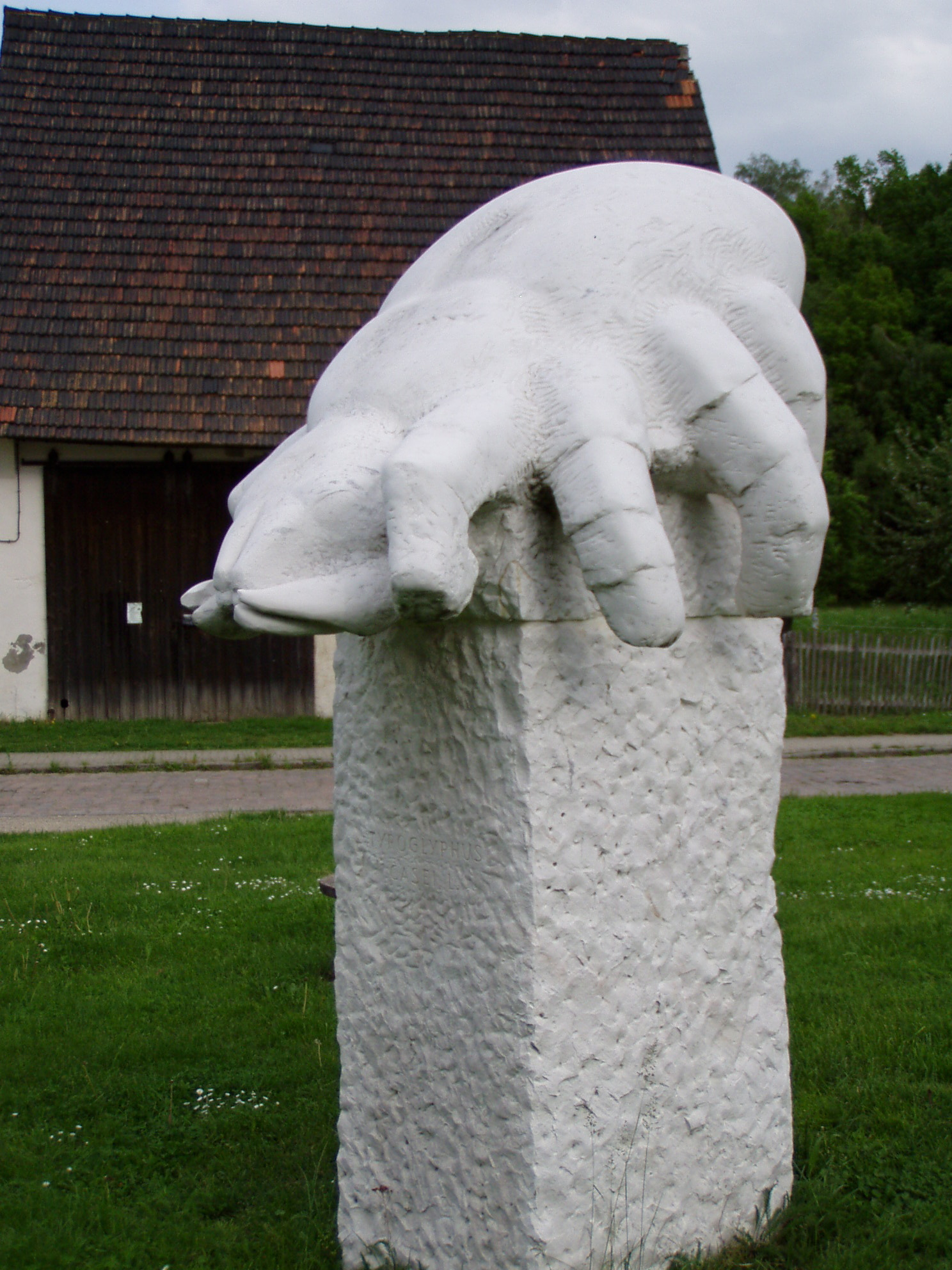
Мраморный памятник сырному клещу в Вюрхвице

Ми́льбенкезе (нем. Milbenkäse — букв. «клещевой сыр») — немецкий сыр, специалитет из маленького Вюрхвица, ныне района города Цайца, который находится в Саксонии-Анхальт близко к границам как Саксонии, так и Тюрингии. В производстве сыра применяются сырные клещи вида Tyrophagus casei, ферменты которых обеспечивают созревание сыра вместо сычужного фермента или молочнокислых бактерий. В зависимости от степени созревания мильбенкезе обладает слабым или интенсивным вкусом, как у гарцского сыра, с острым и горьковатым послевкусием и пахнет нашатырём. Мильбенкезе потребляют вместе с живыми клещами, что безопасно для здоровья. Мильбенкезе может храниться до 30 лет.
На производство мильбенкезе идёт хорошо вымоченный и просушенный в течение нескольких дней свежий сыр с массовой долей жира в сухом веществе в 1 %, который сначала приправляют поваренной солью и тмином, а затем формируют в цилиндры или шары размером с тарелку, внутри которых помещается метёлка цветка бузины, а стебель остаётся снаружи. Такая форма, называемая «бузиновой грушей», позволяет клещам проникнуть в сыр, чтобы запустить процесс созревания изнутри. Сформированный сыр хранят от одного до двенадцати месяцев в деревянном ящике, где находятся несколько миллионов сырных клещей. В одной сырной головке обитают около 500 тыс. клещей размером в 0,3 мм. Для питания клещей в ящик добавляют ржаную муку, чтобы они не слишком объедали сам сыр. Слюна сырных клещей и продукты их жизнедеятельности предположительно вызывает брожение сырой сырной массы. В течение процесса созревания, протекающего снаружи внутрь, внешняя поверхность сыра спустя четыре недели приобретает янтарно-жёлтый цвет и твердеет, спустя три месяца становится красновато-коричневым, а спустя год имеет тёмный цвет.
Традиция производства мильбенкезе насчитывает не менее трёх сотен лет. Сырных клещей разводили в окрестностях Цайца и Альтенбурга ещё в Средние века. Клещи представляли собой известную проблему при хранении сыра, поэтому сыроделы вынужденно включили вредителя с пользой в производственный процесс. В 1970 году традиция вюрхвицкого клещевого сыра была почти утрачена: в городе умела делать клещевой сыр только одна пожилая женщина. Местный учитель биологии и химии сам занялся разведением сырных клещей и взялся за активное возрождение традиции, привлекая внимание общественности. В Вюрхвице работает музей мильбенкезе и установлен мраморный памятник сырному клещу весом 3,5 тонны.